# Julie Bell

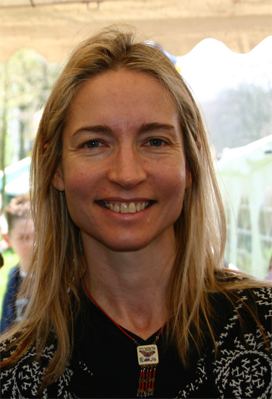
Julie Bell, April 2005

Julie Bell (* 20. September 1958 in Beaumont, Texas, USA) ist eine Illustratorin und Bodybuilderin.
Die Amerikanerin war zunächst Bodybuilderin, bevor sie sich der Fantasy-Malerei zuwandte. Zusammen mit ihrem Ehemann Boris Vallejo gehört sie zu den Großen der Branche. Ihre Motive sind meist Menschen, deren Haut metallisch, stahlfarben und doch weich erscheint. Dieser Effekt ist ihr unverkennbares Markenzeichen. Ihre Werke sind in Buchform, als Kalender, Poster, Sammelkarten und in anderer Produktgestalt veröffentlicht.

## Werke
Kalender
- zusammen mit Boris Vallejo: Boris Vallejo & Julie Bell's Fantasy Calendar 2006, 2006

Bücher
- The Julie Bell Portfolio (1994)
  - The Art of Julie Bell. Art Fantastix Platinum Edition #5. mg/publishing/, Rastatt 2003, ISBN 3-931670-75-9.
- Hard Curves: The Fantasy Art of Julie Bell (1995), mit Hank Rose und Nigel Suckling
- Soft As Steel: The Art of Julie Bell (1999), mit Brian Aldiss und Suckling
- Titans: The Heroic Visions of Boris Vallejo and Julie Bell (2000), mit Suckling, Bell und Vallejo
- Sketchbook (2001), mit Suckling, Bell und Vallejo
- Twin Visions (2002), mit Bell und Vallejo
- Fantasy Workshop: A Practical Guide: The Painting Techniques of Boris Vallejo and Julie Bell (2003), mit Bell und Vallejo
- Boris Vallejo/Julie Bell: The Ultimate Collection (2005), mit Suckling, Bell und Vallejo
- The Fantasy of Flowers (2006), mit Bell und Vallejo
- The Fabulous Women of Boris Vallejo and Julie Bell (2006), mit David Palumbo, Anthony Palumbo, Bell und Vallejo
- Imaginistix: The Art of Boris Vallejo and Julie Bell (2007), mit Palumbo, Palumbo, Bell und Vallejo
- Boris Vallejo and Julie Bell: The Ultimate illustrations (2009), mit Bell und Vallejo
- Dreamland: The Fantastic Worlds of Boris Vallejo and Julie Bell (2014), mit Bell und Vallejo